# Königsberger Express
Königsberger Express (Кёнигсбергер экспресс, в переводе с немецкого — «Кёнигсбергский экспресс») — газета на немецком языке, издающаяся в Калининграде с 1993 года.
Первый номер газеты вышел в мае 1993 года. Первоначально целевой аудиоторией газеты были иностранные туристы и предприниматели. В 1999 году газета получила премию конкурса «Молодая демократическая пресса Восточной Европы», проводящегося газетой Die Zeit. По состоянию на 2005 год газета имела четыре тысячи подписчиков, из них примерно половину в России и примерно столько же за рубежом. Тираж газеты колебался от пяти до десяти тысяч экземпляров, в зависимости от сезона (летом спрос на газеты повышается благодаря туристам).
По состоянию на 2008 год «Кёнигсбергский экспресс» выходит раз в месяц. Издание публикует статьи исторической (краеведческой), политической и экономической тематики. Главный редактор — Елена Лебедева.

## Награды
В 2000 году издание получило премию имени Герда Буцериуса «Свободная пресса Восточной Европы».